# Olandezul zburător (film din 1964)
Olandezul zburător (titlul original: în germană Der fliegende Holländer) este un film dramatic est-german, realizat în 1964 de regizorul Joachim Herz, după opera omonimă a lui Richard Wagner, protagoniști fiind actorii Anna Prucnal, Fred Düren, Gerd Ehlers și Mathilde Danegger.
Această producție DEFA este o încercare nu doar de a filma o operă a compozitorului Wagner, ci de a o povesti cu mijloace cinematografice.

## Rezumat
În visele ei, Senta, fiica navigatorului norvegian Daland, continuă să-l întâlnească pe „Olandezul zburător”, un marinar legendar care este sortit să navigheze neliniștit pe mările lumii, până când găsește o fată care îi va fi alături pentru totdeauna. Până atunci, are voie pe pământ pentru scurt timp, doar o dată la șapte ani.
În timpul unei furtuni, căpitanul Daland, caută adăpost cu nava sa într-un golf liniștit, unde întâlnește corabia „Olandezului” care îi cere o scurtă ospitalitate în schimbul unei recompense generoase. Impresionat de bogăția acestuia, Daland îi oferă mâna fiicei sale Senta. În olandez se trezește speranța că această femeie, poate îl va izbăvi de soarta lui blestemată.
Între timp, acasă, fetele și femeile stau împreună lucrând la roțile de tors, așteptând întoarcerea marinarilor. Doar Senta este fascinată de ideea de a-l elibera pe legendarul olandez de blestemul său. Nici avertismentele doicii Mary și nici rugămințile vânătorului Erik, care o iubește de mult timp, nu o pot descuraja. Când tatăl ei intră în casă cu un străin, ea îl recunoaște ca fiind bărbatul căruia trebuie să-i jure loialitate veșnică.
A doua zi, marinarii vasului norvegian își sărbătoresc întoarcerea acasă cu cântece și dans. Ei încearcă să trezească echipajul navei fantomatice, dar o furtună aprigă și cântece ciudate din interiorul navei îi determină să o ia la fugă. 
Erik încearcă din nou să o descurajeze pe Senta de decizia ei. Olandezul care fără să vrea a auzit conversația lor, se îndoiește de jurământul de credință pe care i-l dăduse Senta, așa că pleacă. De pe o stâncă ce intră în mare, Senta urmărește nava dispărând în ceața de pe apă iar ea se prăbușește în valuri. Dar amândoi, Olandezul și Senta, se înalță spre cer din marea zbuciumată, iar corabia Olandezului dizolvându-se, se împrăștie complet, astfel risipindu-se și blestemul asupra Olandezului.

## Distribuție
- Anna Prucnal – Senta (soprană)
- Fred Düren – Olandezul (bariton)
- Gerd Ehlers – Daland, navigatorul norvegian (bas)
- Mathilde Danegger – doica Mary (mezzo-soprană)
- Herbert Graedtke – Erik (tenor)
- Hans-Peter Reinecke – cârmaciul
- Albert Zahn – un matroz al Olandezului
- Fredy Barten – un matroz al Olandezului
- Richard Hilgert – un matroz al Olandezului
- Horst Kube – un matroz al Olandezului
- Peter Dommisch – un matroz a lui Daland
- Kurt Rackelmann – un matroz a lui Daland
- Nico Turoff – un matroz a lui Daland
- Alois Herrmann – cârciumarul
- Friedrich Teitge – funcționarul portului
- Hans Flössel – un invitat la logodnă
- Harald Grünert – un invitat la logodnă
- Günter Rüger – un invitat la logodnă
- Hans Feldner – un invitat la logodnă
- Veronika Axmann – o fată tânără
- Astrid Deinzer – o fată tânără

## Distincții
- 1965 Edinburgh International Film Festival – Diploma de onoare